# Maddy O’Reilly

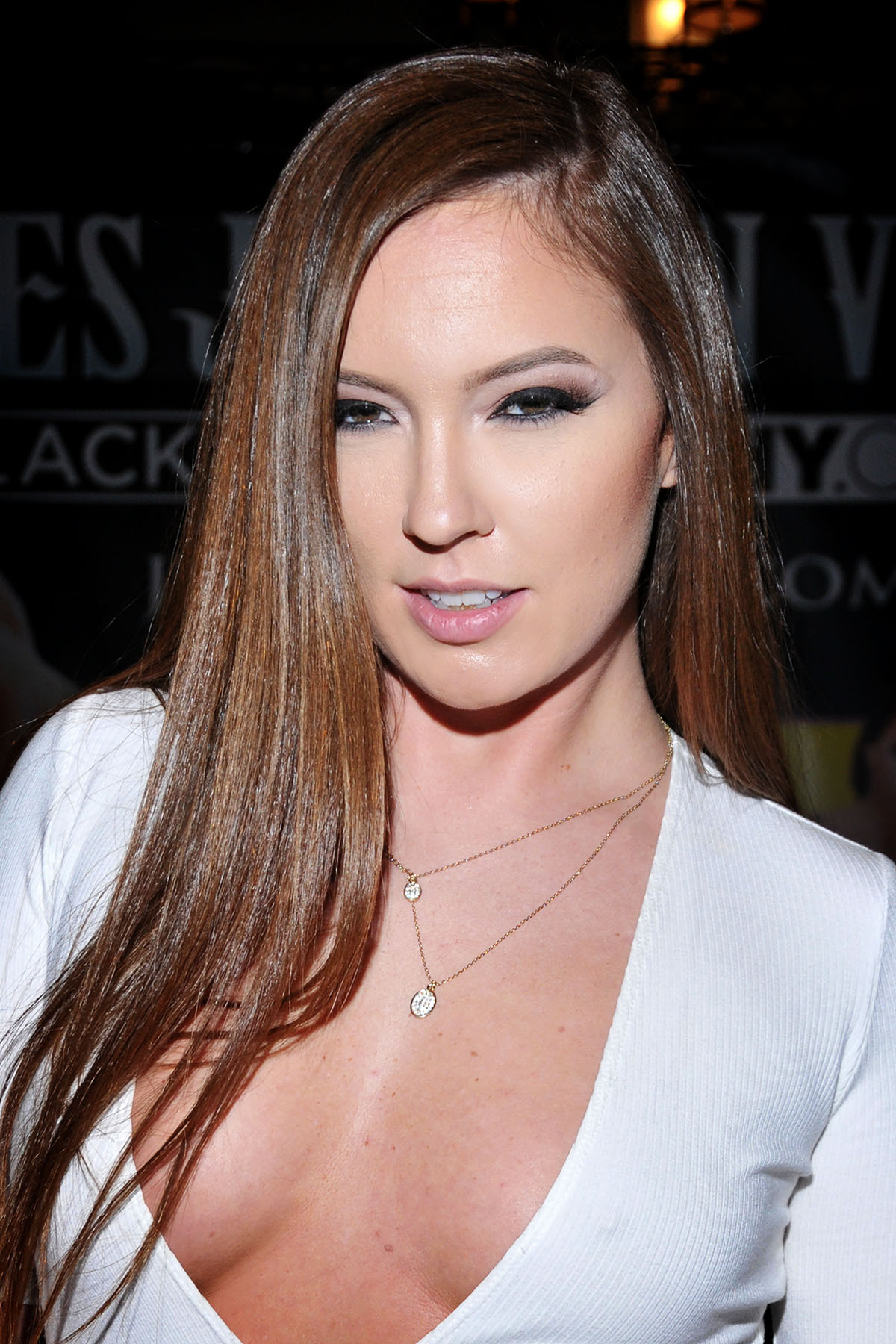
Maddy O’Reilly, 2016

Maddy O’Reilly (bürgerlich Emily Gayle Nickleson; * 3. Mai 1990 in Mount Airy, North Carolina) ist eine US-amerikanische Pornodarstellerin.

## Leben
Ihre Karriere in der Hardcorebranche begann im August 2011 für das Studio Mofos in Miami, Florida. Sie spielte in der 2013 erschienenen Pornoparodie Not the Wizard of Oz XXX. Sie ist auf CNBCs Liste „The Dirty Dozen: Porn’s Most Popular Stars“ im Jahr 2014 verzeichnet.
Im Jahr 2014 arbeitete sie erstmals als Regisseurin und gab ihr Debüt mit Maddy O’Reilly is Slutwoman (2014), bei dem sie zusammen mit MimeFreak Regie führte. Den ersten Film, den sie alleine als Regisseurin verantwortete war Maddy O’Reilly’s Submission (2014), welcher 2015 den XBIZ Award für „BDSM Release of the Year erhielt“.
Im August 2015 hatte O’Reilly einen Auftritt in einer Episode der TV-Serie Living with the Enemy.

## Auszeichnungen
- 2014: AVN Award für Best Solo Sex Scene (in Not the Wizard of Oz XXX)[3]
- 2014: NightMoves Award für Best Butt (Fan’s Choice) (Nominierung)[4]
- 2015: XBIZ Award als Best Actress – Couples-Themed Release (in The Sexual Liberation of Anna Lee)[2]

## Filmografie (Auswahl)
- 2010: Meow 3
- 2012–2014: Strap Attack 17, 18
- 2012: Barely Legal 130, 133
- 2012: Slutty and Sluttier 17
- 2012: Teens in Tight Jeans 2
- 2012: The Bombshells 4
- 2012: Young & Glamorous 3
- 2013–2014: Moms Bang Teens 5, 9
- 2013: Omg…it’s the Duck Dynasty XXX Parody
- 2013: Spandex Loads 7
- 2013: Not the Wizard of Oz XXX
- 2013: Tanlines 3
- 2013: Women Seeking Women 91
- 2013: Performers Of The Year 2014
- 2013: Massive Asses 7
- 2014: Yoga Butt Sluts
- 2014: Wet Panties
- 2014: Break-up Blues
- 2014: Maddy O’Reilly’s Submission
- 2014: Maddy O’Reilly is Slutwoman
- 2014: Jerkoff Material 11
- 2014: The Sexual Liberation of Anna Lee
- 2014: Ass Worship 15
- 2014: Teens Like It Big 17
- 2015: Performers Of The Year 2015
- 2015: Barefoot Confidential 83
- 2015: Magic Mike XXXL: A Hardcore Parody
- 2018: Yoga Pants
- 2018: Oil Explosion 3
- 2019: Double Anal Divas
- 2019: Monster Curves 34, 35